# Doppia elica
La doppia elica è composta anche da filamenti complementari come A-T, T-A, G-C, C-G formata da più perle tra loro che formano due filamenti complementari.

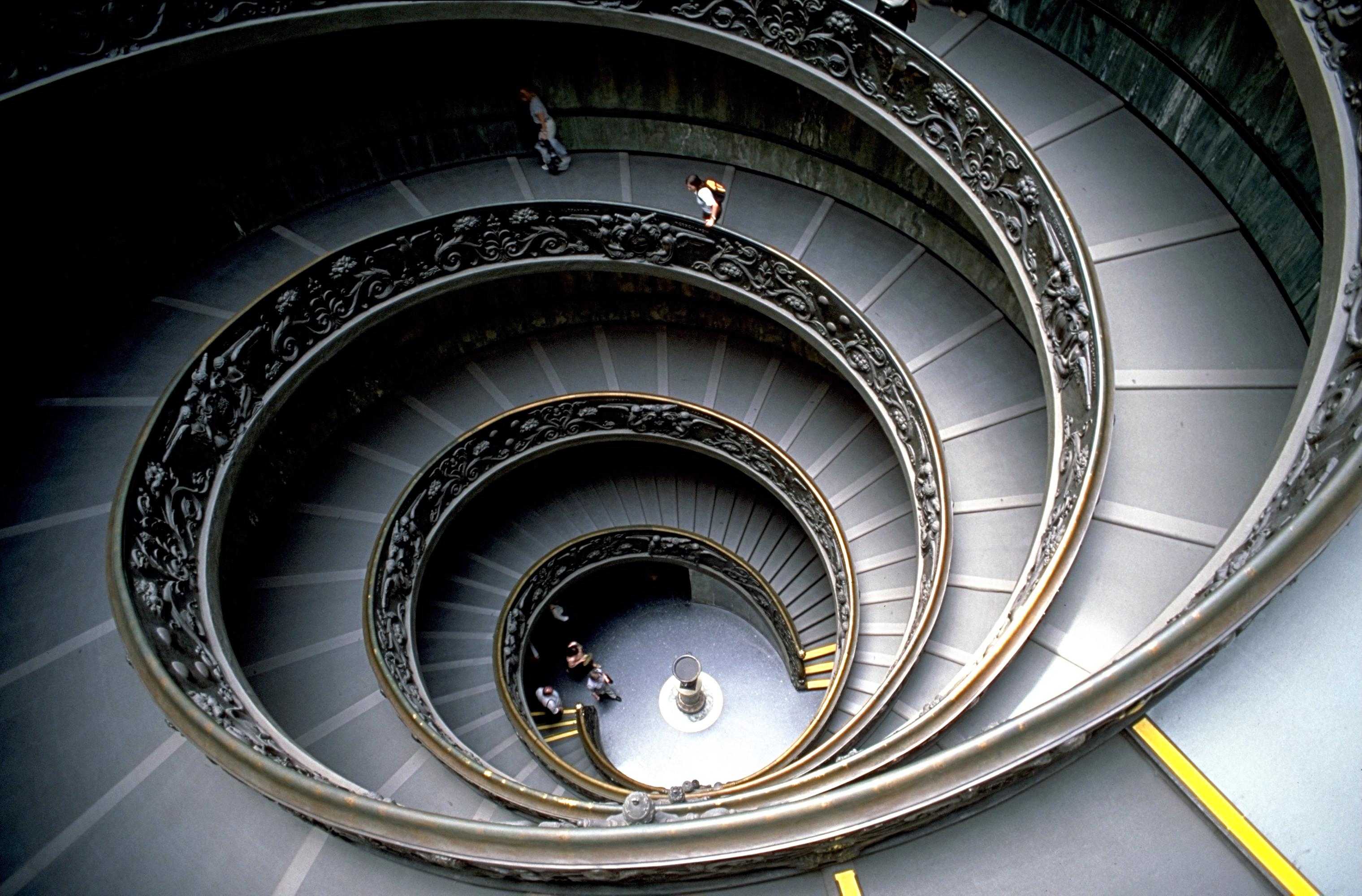
Una scala a forma di doppia elica, Musei Vaticani

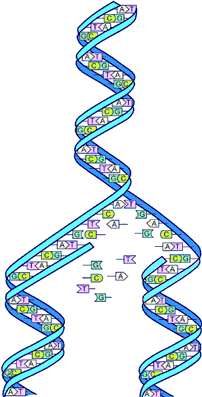
Immagine di una catena di DNA che mostra la doppia elica che si replica

In geometria, una doppia elica è costituita, generalmente, da due eliche congruenti aventi lo stesso asse, ciascuna delle quali differisce nella traslazione lungo l'asse, che può essere o no parziale.
In biologia molecolare, la doppia elica si riferisce alla struttura del DNA, che fu pubblicata per la prima volta da James D. Watson e Francis Crick nel 1953, in un articolo sulla rivista Nature . La scoperta si basava su dati forniti da Rosalind Franklin e Raymond Gosling, Maurice Wilkins, Alexander Stokes, oltre che sull'informazione chimica e biochimica base-pairing di Erwin Chargaff.
Crick, Wilkins e Watson condivisero il Premio Nobel per la medicina del 1962 per i loro  contributi alla scoperta. Franklin non ricevette mai un Premio Nobel, essendo morta nel 1958, prima che potesse esserne insignita, non potendo il premio Nobel essere consegnato postumo.
La doppia elica del DNA è un polimero a elica destrorsa costituito da acidi nucleici, tenuti insieme dai nucleotidi. Un singolo giro di elica è costituito da dieci nucleotidi. La struttura a doppia elica del DNA contiene un solco maggiore e un solco minore, il primo essendo più ampio del secondo. Considerata la differenza in larghezza tra i solchi maggiore e minore, molte proteine che si "allacciano" al DNA lo fanno attraverso il solco più ampio.
L'ordine (o sequenza) dei nucleotidi nella doppia elica di un gene specifica la struttura primaria di una proteina.
Il termine entrò nel lessico comune con la pubblicazione, nel 1968, di La doppia elica: un apporto personale riguardo alla scoperta della struttura del DNA, di James Watson.
La doppia elica non è tuttavia l'unica struttura del DNA. Durante la replicazione cellulare, esso può assumere strutture a modo di 4 filamenti che svaniscono rapidamente,come i g-quadruplex e gli i-motifs.